# Arturo Valdés Palacio
Arturo Valdés Palacio (Lima, 3 de noviembre de 1918-Lima, 11 de septiembre de 2000) fue un abogado, militar y político peruano. Fue secretario del Consejo de Ministros durante la presidencia del general Juan Velasco Alvarado (octubre 1968- agosto de 1975) y miembro fundador del Partido Socialista Revolucionario (PSR).

## Infancia y juventud
Hijo del político civilista Arturo Valdés Muente y de Elena Palacio Velarde de Valdés. Estudió la primaria en el colegio La Salle y parte de sus estudios secundarios en el Guadalupe.

## Matrimonio y familia
Casado con María Cavassa en 1947, tuvo cuatro hijos: Elena, Arturo (+), Enrique (+) y Ricardo

## Carrera profesional
Se recibió de abogado por la Pontificia Universidad Católica del Perú en junio de 1946. En enero de 1950 integra la primera promoción del Cuerpo Jurídico Militar. Ejerció de forma paralela la práctica privada en las especialidades de derecho civil y comercial y el trabajo en el ejército peruano. Ha sido secretario de diferentes ministros de guerra y en 1967 fue designado procurador general de la República encargado de los asuntos del Ministerio de Guerra. El 3 de octubre de 1968 fue designado miembro del Comité de Asesoramiento de la Presidencia de la República (COAP) al cual perteneció con el cargo de subjefe y ejerció el cargo de secretario del Consejo de Ministros durante el autodenominado Gobierno Revolucionario de las Fuerzas Armadas (primera fase). A partir del gobierno del general Francisco Morales Bermúdez (segunda fase) solo retuvo el cargo de secretario del consejo de ministros por dos meses. En enero de 1976 es deportado a México por manifestar discrepancias con el nuevo gobierno. Regresa en 1977 y se encarga de la organización del Partido Socialista Revolucionario junto con otros connotados políticos y militares del periodo velasquista.
En la década de 1980 participó como concejal del Distrito de La Molina.

### Condecoraciones
- “Al Mérito Militar” y “El Sol del Perú” en el grado de Gran Oficial.
- “Al Mérito Policial” y “Al mérito Agrícola” en el grado de Comendador.